# UFC 38
UFC 38: Brawl at the Hall è stato un evento di arti marziali miste tenuto dalla Ultimate Fighting Championship il 13 luglio 2002 al Royal Albert Hall di Londra, Regno Unito.

## Retroscena
Questo è il primo evento nella storia dell'UFC ad essere ospitato in Europa.
Evan Tanner avrebbe dovuto affrontare Vladimir Matyushenko, ma quest'ultimo risultò infortunato e venne sostituito da Chris Haseman.

## Risultati

### Card preliminare
- Incontro categoria Pesi Mediomassimi:  Evan Tanner contro  Chris Haseman

Tanner sconfisse Haseman per decisione unanime.
- Incontro categoria Pesi Mediomassimi:  Renato Sobral contro  Elvis Sinosic

Sobral sconfisse Sinosic per decisione unanime.

### Card principale
- Incontro categoria Pesi Mediomassimi:  Phillip Miller contro  James Zikic

Miller sconfisse Zikic per decisione unanime.
- Incontro categoria Pesi Leggeri:  Genki Sudo contro  Leigh Remedios

Sudo sconfisse Remedios per sottomissione (strangolamento da dietro) a 1:38 del secondo round.
- Incontro categoria Pesi Medi:  Mark Weir contro  Eugene Jackson

Weir sconfisse Jackson per KO (pugno) a 0:10 del primo round.
- Incontro categoria Pesi Massimi:  Ian Freeman contro  Frank Mir

Freeman sconfisse Mir per KO Tecnico (colpi) a 4:35 del primo round.
- Incontro per il titolo dei Pesi Welter:  Matt Hughes (c) contro  Carlos Newton

Hughes sconfisse Newton per KO Tecnico (colpi) a 3:37 del quarto round e mantenne il titolo dei pesi welter.